# Liste der Hof- und Reichstage (Heiliges Römisches Reich)
Die Liste der Hof- und Reichstage des Heiligen Römischen Reiches beinhaltet Versammlungen der römisch-deutschen Könige und Kaiser mit führenden politischen Mächten des Reiches. Die Abgrenzung zwischen den beiden Begriffen ist sehr unscharf, teilweise finden sich auch beide Bezeichnungen für eine einzige Versammlung. Die frühere Forschung hatte die Tendenz, auch Hoftage als Reichstag zu bezeichnen.
„Hoftag“ meint ein Treffen zwischen dem Herrscher und den durch das Lehnswesen persönlich mit ihm verbundenen Fürsten und Adeligen. Diese wurden vom König/Kaiser mit Land belehnt und waren ihm im Gegenzug nicht nur Gefolgschaft, sondern auch „Rat und Tat“ schuldig, was in den Hoftagen verwirklicht wurde. Im Begriff „Reichstag“ spiegelt sich hingegen eine Dezentralisierungstendenz wider, in deren Zuge die Fürsten ein autonomer Reichsstand mit eigener Machtbasis wurden, der als eigenständiger Machtfaktor auch eigene Interessen vertrat.
Zu einzelnen Reichstagsorten und Reichstagen siehe auch Kategorie:Reichstag (Heiliges Römisches Reich)

## Orte der Hof- und Reichstage
In der Zeit vor Beginn des Immerwährenden Reichstags 1663 in Regensburg fanden die Reichs- und Hoftage in neun Städten mehr als zehn Mal statt. Nimmt man unten folgende Liste als Ausgangspunkt, dann waren die Krönungsstadt Frankfurt (43) und Nürnberg (41) die Städte mit den häufigsten Reichstagen. Zwischen 19 und 25 Mal tagte er in Aachen (25), Worms (22), Regensburg (20, ohne Immerwährenden Reichstag) und Speyer (19). Es folgen noch Augsburg (15), Mainz (14) und Forchheim (11). Die Reichsstadt Frankfurt sowie die Bischofsstädte Mainz, Speyer und Worms liegen im nördlichen Oberrheingraben, einer der zentralen Landschaften des Reiches. Einen zweiten Schwerpunkt bildete der mittlere Süden des Reiches mit den großen Reichsstädten Nürnberg, Regensburg und Augsburg (heute alle Bayern). Aachen und Forchheim liegen demgegenüber etwas peripher – Ersteres lag aber in den Frühzeiten des Reiches noch zentral, als das Frankenreich noch nicht geteilt war und der Schwerpunkt des Reiches sich von Nordfrankreich über das heutige Benelux bis an den Niederrhein erstreckte.

## Hof- und Reichstage der Karolinger und Konradiner (751–918)
Die Quellenlage zu den einzelnen Reichsversammlungen ist in diesem Zeitraum dünn. So sind die Reichstage unter Karl dem Großen oft nur dadurch bekannt, dass mit einem Halbsatz in den Annalen des Fränkischen Reiches erwähnt wird, dass sie stattfanden, ohne dass über die Gegenstände der Beratungen etwas gesagt wird.
| Jahr         | Ort                | Vorsitz             | Ereignisse |
| ------------ | ------------------ | ------------------- | --- |
| 754          | Quierzy            | Pippin der Jüngere  | |
| 764          | Worms              | Pippin der Jüngere  | Reichstag zu Worms (764): Organisation der Kriege gegen Herzog Waifar von Aquitanien und Herzog Tassilo III. von Bayern |
| 770          | Worms              | Karl der Große      | Reichstag zu Worms (770): Erste Reichsversammlung unter Karls Regierung |
| 771          | Valenciennes       | Karl der Große      | |
| 772          | Worms              | Karl der Große      | Der Reichstag fasste den Beschluss zum Beginn der Sachsenkriege. |
| 775          | Quierzy            | Karl der Große      | Beschluss zur Unterwerfung und Christianisierung der Sachsen |
| 776          | Worms              | Karl der Große      | Über den Reichstag zu Worms 776 ist nichts überliefert, außer dass er stattfand. |
| 777          | Paderborn          | Karl der Große      | Reichsversammlung 777: Sachsen wird in Missionssprengel eingeteilt und wahrscheinlich ein Feldzug nach Spanien beschlossen. |
| 782          | Lippspringe        | Karl der Große      | Reichsversammlung an den Lippequellen: Für Sachsen wird die Grafschaftsverfassung eingeführt und möglicherweise die Capitulatio de partibus Saxoniae erlassen. |
| 784          | Worms              | Karl der Große      | Der Reichstag zu Worms 784 war die Vereinigung der Heere Karls des Großen und seines Sohnes Karl d. J. |
| 786          | Worms              | Karl der Große      | Reichstag zu Worms (786) |
| 787          | Worms              | Karl der Große      | Der Reichstag diente der Vorbereitung des Feldzugs gegen Herzog Tassilos III. von Baiern |
| 788          | Ingelheim am Rhein | Karl der Große      | Absetzung Tassilo III. |
| 799          | Paderborn          | Karl der Große      | Karl der Große trifft mit Papst Leo III. die Vereinbarung über die Kaiserkrönung. |
| 806          | Diedenhofen        | Karl der Große      | Erlass des Divisio Regnorum (Reichsteilungsgesetz) zur Nachfolgeregelung Karls des Großen für das Frankenreich |
| 817          | Aachen             | Ludwig der Fromme   | Nachfolgeregelung mit Reichsteilungsplan |
| 819          | Ingelheim am Rhein | Ludwig der Fromme   | |
| 826          | Ingelheim am Rhein | Ludwig der Fromme   | Vorladung des Sorbenhäuptlings und Empfang fremder Gesandter |
| 828          | Ingelheim am Rhein | Ludwig der Fromme   | |
| 829          | Worms              | Ludwig der Fromme   | Auf dem Reichstag zu Worms (829) ging es um die Versorgung Karls des Kahlen. Ein friedlicher Ausgleich misslang letztendlich und es kam zu lang andauernden Kämpfen innerhalb der karolingischen Herrscherfamilie. |
| 830          | Compiègne          | Lothar I.           | Schuldbekenntnis und (vorübergehende) Entmachtung Ludwigs des Frommen |
| 830          | Nimwegen           | Ludwig der Fromme   | Reichsversammlung von Nimwegen: Regelung des Konfliktes zwischen Kaiser Ludwig dem Frommen und seinen Söhnen Lothar I., Ludwig dem Deutschen und Pippin I. von Aquitanien |
| 831          | Aachen             | Ludwig der Fromme   | Strafgericht über die Empörer des vorigen Jahres |
| 833          | Compiègne          | Lothar I.           | Verfahren gegen Ludwig den Frommen nach dessen zweiter Absetzung |
| 835          | Diedenhofen        | Ludwig der Fromme   | Absetzung Ebos von Reims |
| 836          | Worms              | Ludwig der Fromme   | Der Reichstag zu Worms (836) wurde mit dem Ziel einberufen, den innerfamiliären Erbfolgestreit in der Herrscherfamilie zu schlichten. Da Lothar (I.) nicht erschien, lief er ins Leere. |
| 838          | Speyer             | Ludwig der Fromme   | |
| 838          | Nimwegen           | Ludwig der Fromme   | |
| 839          | Worms              | Ludwig der Fromme   | Dieser Reichstag diente dazu, die Nachfolge Ludwigs des Frommen unter seinen Söhnen Ludwig und Karl zu regeln, um die innerdynastischen Kämpfe der Karolinger zu beenden. |
| 845          | Regensburg         | Ludwig der Deutsche | |
| 857          | Worms              | Ludwig der Deutsche | Ein Reichstag in Worms ist für 857 aus zeitgenössischer Quelle belegt, ohne dass Inhaltliches bekannt ist. |
| 862          | Worms              | Ludwig der Deutsche | Ein Reichstag in Worms 862 wird in einer Quelle genannt, ohne dass Inhaltliches bekannt ist. |
| 868          | Worms              | Ludwig der Deutsche | Reichstag und Synode |
| 872          | Forchheim          | Ludwig der Deutsche | |
| 874          | Forchheim          | Ludwig der Deutsche | Erbfrage und Nachfolgeregelung |
| 880          | Bei Worms          | Ludwig der Deutsche | Diese Reichsversammlung fand nicht in, sondern bei Worms statt. |
| 881          |                    | Karl III.           | |
| Mai 882      | Worms              | Karl III.           | Anlass war ein Feldzug gegen die Normannen. |
| November 882 | Worms              | Karl III.           | Nachweis |
| 884          | Worms              | Karl III.           | Anlass war erneut die Bedrohung durch die Normannen. |
| 885          | Worms              | Karl III.           | Die Versammlung sollte im Herbst 885 stattfinden. Geplant war ein Treffen zwischen Papst Hadrian III. und dem Kaiser. Ziel des Kaisers war, seinen außerehelichen Sohn, Bernhard, als Nachfolger zu installieren. Der Papst wurde allerdings auf der Anreise, noch in Italien, ermordet. Ob die Reichsversammlung daraufhin überhaupt noch stattfand, ist unklar. |
| 887          | Pfalz Trebur       | Karl III.           | 10. November: Karl III. flieht vom Reichstag nach Frankfurt, als er erfährt, dass Arnolf von Kärnten auf dem Weg nach Trebur ist. |
| 889          | Forchheim          | Arnolf von Kärnten  | |
| 892          | Forchheim          | Arnolf von Kärnten  | Vorbereitung eines Feldzuges gegen die Slawen |
| 894          | Regensburg         | Arnolf von Kärnten  | |
| Juni 894     | Worms              | Arnolf von Kärnten  | König Arnolf versucht auf einem Reichstag, seinen Sohn Zwentibold als König in Lotharingien einzusetzen, scheitert aber am Widerstand des Adels. |
| 895          | Pfalz Trebur       | Arnolf von Kärnten  | |
| Mai 895      | Worms              | Arnolf von Kärnten  | Odo wird auf diesem Reichstag als westfränkischer König bestätigt, Zwentibold zum König von Lotharingien erhoben. |
| 896          | Forchheim          | Arnolf von Kärnten  | |
| 897          | Worms              | Arnolf von Kärnten  | Auf diesem Reichstag werden Streitigkeiten in Lotharingien zwischen König Zwentibold und Teilen des Adels beigelegt. |
| 900          | Forchheim          |                     | Ludwig das Kind wird zum König gewählt. |
| 903          | Forchheim          | Ludwig das Kind     | Verteilung der Besitztümer des hingerichteten Babenbergers Adalhard |
| 906          | Tribur             | Ludwig das Kind     | |
| 907          | Forchheim          | Ludwig das Kind     | Beratung über die Ungarneinfälle in Sachsen und Bayern |
| 907          | Fürth (?)          | Ludwig das Kind     | 18. März: Ausstellung einer Schenkungsurkunde für die Mutter des Königs, Oda 19. März: Bestätigung eines Gütertausches zwischen dem Kloster Fulda und dem Kloster Echternach |
| 911          | Forchheim          |                     | Wahl Konrads I. zum König |
| 914          | Forchheim          | Konrad I.           | Beschluss über Krieg gegen den Bayernherzog Arnulf |

## Hof- und Reichstage der Ottonen (919–1024)
| Jahr         | Ort                           | Vorsitz                      | Ereignisse |
| ------------ | ----------------------------- | ---------------------------- | --- |
| 919          | Fritzlar                      |                              | Wahl Heinrichs I. zum König |
| 926          | Worms                         | Heinrich I.                  | Auf diesem Reichstag wird die Abwehr der Ungarn mit der später sogenannten „Burgenordnung“ neu organisiert.                                                                                          |
| 938          | Steele                        | Otto I. der Große            | |
| 952          | auf dem Lechfeld bei Augsburg | Otto I. der Große            | Reichstag zu Augsburg: Nach dem ersten Italienzug König Ottos I. wird Berengar II. von Italien zu dessen Vasallen gemacht. Außerdem verurteilt der Reichstag Guntram den Reichen wegen Hochverrates. |
| 953          | Aachen                        | Otto I. der Große            | |
| 954          | Arnstadt                      | Otto I. der Große            | Die aufständischen Herzöge Liudolf von Schwaben und Konrad der Rote von Lothringen unterwerfen sich Otto. Der sog. Liudolfinische Aufstand ist damit beendet.                                        |
| 956          | Köln                          | Otto I. der Große            | Während des Hoftages starb Erzbischof Ruotbert von Trier an der Pest |
| 961          | Worms                         | Otto I. der Große            | Auf diesem Reichstag wird Otto II. als Nachfolger eingesetzt und der Romzug Ottos I. zur Kaiserkrönung organisiert.                                                                                  |
| August 966   | Worms                         | Otto I.                      | Auf diesem Reichstag wird der dritte Italienzug Kaiser Otto I. vorbereitet. |
| Juni 967     | Worms                         | Otto II.                     | Auf diesem Reichstag wird der Italienzug zur Kaiserkrönung Otto II. vorbereitet. |
| 967          | Ravenna                       | Otto II.                     | Reichstag auf dem Krönungszug nach Italien. |
| 973          | Quedlinburg                   | Otto I.                      | Letzter Reichstag Ottos des Großen |
| Juni 973     | Worms                         | Otto II.                     | Auf diesem Reichstag huldigen der Adel und die Bischöfe Süddeutschlands Otto II., der wenige Wochen zuvor seine selbständige Regierung angetreten hatte.                                             |
| 975          | Weimar                        | Otto II.                     | |
| 976          | Regensburg                    |                              | |
| 978          | Dortmund                      | Otto II.                     | Beschluss des Feldzugs gegen Frankreich im Herbst 978 |
| 980          | Aachen                        | Otto II.                     | |
| 983          | Verona                        |                              | Wahl Ottos III. zum König |
| 29. Juni 984 | Rara                          | Kaiserin Theophanu           | Herzog Heinrich II. von Bayern wird zur Herausgabe Ottos III. gezwungen. Theophanu übernimmt die Regierungsgeschäfte für den minderjährigen König.                                                   |
| 985          | Frankfurt am Main             | Kaiserin Theophanu/Otto III. | Heinrich von Bayern erhält sein Herzogtum zurück. |
| 991          | Quedlinburg                   | Kaiserin Theophanu/Otto III. | |
| 993          | Dortmund                      | Adelheid/Otto III.           | |
| 995          | Sohlingen                     | Otto III.                    | Ende der vierjährigen Regentschaft Adelheids; Otto III. übernimmt mit 15 Jahren selber die Reichsgeschäfte.                                                                                          |
| 996          | Nimwegen                      | Otto III.                    | |
| 1000         | Quedlinburg                   | Otto III.                    | Reichstag Ottos III. nach Ostern |
| 1007         | Frankfurt am Main             | Heinrich II.                 | |
| 1016         | Frankfurt am Main             | Heinrich II.                 | |
| 1017         | Aachen                        | Heinrich II.                 | |
| 1019         | Straßburg                     | Heinrich II.                 | |
| 1022         | Aachen                        | Heinrich II.                 | |

## Hof- und Reichstage der Salier und Supplinburger (1024–1137)
| Jahr                  | Ort                | Vorsitz       | Ereignisse |
| --------------------- | ------------------ | ------------- | --- |
| 1024                  | Aachen             | Konrad II.    | |
| 1028                  | Aachen             | Konrad II.    | |
| Dezember 1048         | Worms              | Heinrich III. | Heinrich III. designiert auf dieser Reichsversammlung Bischof Bruno von Toul zum Papst (Leo IX.)                                                    |
| November 1053         | Pfalz Trebur       | Heinrich III. | Festlegung der Nachfolge auf Heinrichs gleichnamigen Sohn                                                                                           |
| Juli 1056             | Worms              | Heinrich III. | In der Literatur wird teilweise eine Reichsversammlung im Juli 1056 angenommen, obwohl die Quellenlage das nicht eindeutig hergibt.                 |
| Frühjahr 1057         | Regensburg         | Heinrich IV.  | Der Vorsitz Heinrichs IV. war rein formal. Er war damals etwa 6 Jahre alt.                                                                          |
| 1064                  | Aachen             | Heinrich IV.  | |
| März 1065             | Worms              | Heinrich IV.  | Heinrich IV. wird auf dem Reichstag zu Worms (1065) – er ist 14 Jahre alt – mit einer Schwertleite für mündig erklärt.                              |
| Januar 1066           | Tribur             | Heinrich IV.  | Heinrich IV. verweist Adalbert von Bremen auf Drängen des Hofes und nimmt ihm den politischen Einfluss.                                             |
| Juni 1069             | Worms              | Heinrich IV.  | Heinrich IV. versucht, sich von seiner Frau Bertha von Savoyen zu trennen.                                                                          |
| 1076                  | Worms              | Heinrich IV.  | Hoftag zu Worms: Heinrich erklärt Papst Gregor VII. für abgesetzt.                                                                                  |
| 1077                  | Augsburg           |               | geplanter Reichstag zu Augsburg zur Schlichtung des Investiturstreites, den Heinrich IV. jedoch durch den Gang nach Canossa vermutlich verhinderte. |
| 1084                  | Aachen             | Heinrich IV.  | |
| 1098                  | Mainz              | Heinrich IV.  | |
| 1099                  | Aachen             | Heinrich IV.  | |
| 1105                  | Ingelheim am Rhein | Heinrich IV.  | Erzwungene Abdankung Heinrichs IV. |
| 1119                  | Tribur/Maaraue     | Heinrich V.   | Ein von den Fürsten für Tribur anberaumter Reichstag wird durch Heinrich auf die Maaraue nach Mainz verlegt                                         |
| 8.–23. September 1122 | Worms              | Heinrich V.   | Wormser Konkordat |
| 1126                  | Speyer             | Lothar III.   | Berufung Norberts von Xanten zum Bischof von Magdeburg                                                                                              |
| 1131                  | Aachen             | Lothar III.   | |
| 1132                  | Aachen             | Lothar III.   | |
| Ostern 1134           | Halberstadt        | Lothar III.   | Der dänische Prinz Magnus nimmt Dänemark als Lehen vom Reich                                                                                        |

## Hof- und Reichstage der Staufer und Welfen (1137–1254)
| Jahr                                | Ort                                                    | Vorsitz                                  | Ereignisse |
| ----------------------------------- | ------------------------------------------------------ | ---------------------------------------- | --- |
| 1139                                | Straßburg                                              | Konrad III.                              | |
| 2. Februar 1140 – 13. Februar 1140. | Worms                                                  | Konrad III.                              | Fehlgeschlagener Versuch, den Streit zwischen König und Sachsen zu schlichten |
| 1140                                | Schwäbisch Hall auf der Comburg                        | Konrad III.                              | |
| 1141                                | Straßburg                                              | Konrad III.                              | Vergleich zwischen dem Kloster St. Blasien und dessen Vogt Konrad I. von Zähringen einerseits und dem Hochstift Basel andererseits. |
| Mai (?) 1145                        | Worms                                                  | Konrad III.                              | |
| 1146                                | Speyer                                                 | Konrad III.                              | Animiert durch die Predigten des Bernhard von Clairvaux an Weihnachten 1146 im Dom zu Speyer beschließt Konrad III. die Teilnahme am Zweiten Kreuzzug. |
| 1147                                | Frankfurt am Main                                      | Konrad III.                              | Während des Reichstags erhebt Heinrich der Löwe Klage gegen die Verleihung Bayerns an Heinrich Jasomirgott durch Heinrich III. (HRR). |
| 1152                                | Dortmund/Merseburg                                     | Friedrich I. Barbarossa                  | Entscheidung des dänischen Thronstreites zugunsten von Sven III. |
| 1154                                | Goslar                                                 |                                          | |
| 1156                                | Regensburg                                             | Friedrich I. Barbarossa                  | Erhebung der Mark Österreich zum Herzogtum mit besonderen Vorrechten |
| 1157                                | Besançon                                               | Friedrich I. Barbarossa                  | Hoftag zu Besançon: Kardinal Roland verliest ein Schreiben des Papstes Hadrian IV., das die Kaiserkrone als päpstliches Beneficium bezeichnet. Empörung unter den deutschen Fürsten |
| 1158                                | Augsburg                                               | Friedrich I. Barbarossa                  | |
| 1158                                | auf den Ronkalischen Feldern                           | Friedrich I. Barbarossa                  | Erstellung des Regalienkatalogs zur Wiederherstellung der kaiserlichen Rechte in Italien durch Bologneser Juristen (Gesetze von Roncaglia) |
| 1165                                | Würzburg                                               | Friedrich I. Barbarossa                  | Würzburger Eide des Kaisers und fast aller Fürsten, nie „Roland“ (Papst Alexander III.) anzuerkennen. Verlobung Heinrichs des Löwen mit Mathilde, der Tochter des englischen Königs Heinrich II. |
| 1165                                | Aachen                                                 | Friedrich I. Barbarossa                  | |
| 1168                                | Bamberg                                                | Friedrich I. Barbarossa und Heinrich VI. | |
| 1173                                | Goslar                                                 | Friedrich I. Barbarossa                  | |
| 1173                                | Erndorf oder Ermindorf, heute Hermsdorf oder Erbendorf | Friedrich I. Barbarossa                  | Der Kaiser setzt Vladislav II. und seinen Sohn Friedrich (Bedřich) ab, wofür er Udalrich (Oldřich), einen Sohn Soběslavs I., einsetzt, der die Herrschaft über Böhmen an seinen älteren Bruder Soběslav II. abgibt. |
| 1174                                | Aachen                                                 | Friedrich I. Barbarossa                  | |
| 1178                                | Speyer                                                 | Friedrich I. Barbarossa                  | Die deutschen Fürsten klagen gegen Heinrich den Löwen. |
| 1179                                | Worms                                                  | Friedrich I. Barbarossa                  | Verhandlung über den Streitfall Heinrich des Löwen; dieser erscheint jedoch nicht. |
| 1179                                | Magdeburg                                              | Friedrich I. Barbarossa                  | Über Heinrich den Löwen wird wegen Nichterscheinens vor Gericht (Kontumaz) die Reichsacht verhängt. |
| 1180                                | Würzburg                                               | Friedrich I. Barbarossa                  | Heinrich dem Löwen werden beide Herzogtümer (Sachsen und Bayern) aberkannt. |
| 1180                                | Gelnhausen                                             | Friedrich I. Barbarossa                  | Hoftag zu Gelnhausen: Aufteilung des Herzogtums Sachsen unter den Kölner Erzbischof, Graf Bernhard von Anhalt und den Landgrafen von Thüringen (siehe Gelnhäuser Urkunde von 1180) |
| 1181                                | Erfurt                                                 | Heinrich VI.                             | Belehnung von Landgraf Hermann I. von Thüringen mit der Pfalzgrafschaft Sachsen |
| 1182                                | Erfurt                                                 | Friedrich I. Barbarossa                  | Schlichtung eines Streits zwischen Landgraf Ludwig III. von Thüringen und der Abtei Hersfeld um Vogteirechte |
| 1183                                | Worms                                                  | Friedrich I. Barbarossa                  | |
| 1184                                | Mainz                                                  | Friedrich I. Barbarossa                  | Mainzer Hoftag von 1184: Nach seinen Erfolgen gegen Heinrich den Löwen und in der Italienpolitik veranstaltet Friedrich I. einen Hoftag, auf dem nach einem prunkvollen Festessen zahlreiche Geschenke an unzählige Ritter ausgegeben werden und Reitveranstaltungen mit 10.000 Mitgliedern stattfanden. Von politischer Bedeutung waren neben einigen Rangstreitigkeiten unter Friedrichs Gefolgsleuten Verhandlungen mit Heinrich dem Löwen über ein antifranzösisches Bündnis mit England, die jedoch ergebnislos blieben. |
| 1184                                | Erfurt                                                 | Heinrich VI.                             | Erfurter Latrinensturz: Der morsche Boden der Dompropstei des Erfurter Marienstiftes bricht unter der Last zusammen und drei Fürsten, fünf Grafen und zahlreiche Ritter kommen in der darunterliegenden Fäkalgrube um. Heinrich VI. kann sich durch einen Sprung in eine Fensternische retten. |
| 1186                                | Gelnhausen                                             | Friedrich I. Barbarossa                  | Hoftag zu Gelnhausen: Information über den Konflikt mit Urban III. und Isolation von Philipp von Heinsberg |
| 1187                                | Worms                                                  | Friedrich I. Barbarossa                  | |
| 1188                                | Mainz                                                  | Heinrich VI.                             | |
| 24. September 1190                  | Schwäbisch Hall auf der Comburg                        | Heinrich VI.                             | Des Herzogtum Niederlothringen wird aufgelöst, indem Heinrich dem Erben Heinrich von Brabant mitteilt, das Herzogtum gehöre ihm nicht mehr. |
| 1193                                | Speyer                                                 | Heinrich VI.                             | Der in der Nähe von Wien gefangen genommene englische König Richard I. Löwenherz wird an Heinrich übergeben und auf der Burg Trifels festgesetzt. |
| 1195                                | Gelnhausen                                             | Heinrich VI.                             | Kardinallegat Johannes von Salerno wirbt für den Kreuzzug des Kaisers. |
| 1196                                | Frankfurt am Main                                      | Heinrich VI.                             | |
| 1204                                | Aachen                                                 | Philipp von Schwaben                     | |
| 1205                                | Speyer                                                 | Philipp von Schwaben                     | |
| 1209                                | Würzburg                                               | Otto IV.                                 | Verlobung von Otto IV. mit Beatrix von Schwaben, der Tochter Philipps von Schwaben |
| 1213                                | Speyer                                                 | Friedrich II.                            | Beisetzung des 1208 in Bamberg ermordeten Onkels, Philipp von Schwaben, im Dom zu Speyer |
| 1213                                | Eger                                                   | Friedrich II.                            | Verzicht auf alle königlichen Rechte gegenüber der Kirche |
| 1219/1220                           | Frankfurt am Main                                      | Friedrich II.                            | Hoftag: Wahl des neunjährigen Heinrich zum römisch-deutschen König, Friedrich II. tritt den geistlichen Reichsfürsten in der Confoederatio cum principibus ecclesiasticis wichtige Regalien ab. |
| 1222                                | Aachen                                                 | Friedrich II.                            | |
| 1227                                | Aachen                                                 | Friedrich II.                            | 28. März: Krönung von Margarete von Babenberg zur römisch-deutschen Königin |
| 1227                                | Frankfurt am Main                                      | Friedrich II.                            | Hoftag |
| 1231                                | Worms                                                  | Heinrich (VII.)                          | Heinrich überlässt im Statutum in favorem principum den deutschen Fürsten die meisten der Regalien. |
| 1232                                | Aquileia                                               | Heinrich (VII.)                          | |
| 1234                                | Frankfurt am Main                                      | Heinrich (VII.)                          | Heinrich (VII.) ruft die Inquisitoren zur Mäßigung bei ihrem Vorgehen gegen Häretiker auf und verurteilt damit indirekt auch das Vorgehen Konrads von Marburg, der kurz zuvor ermordet worden war. |
| 1235                                | Mainz                                                  | Friedrich II.                            | |
| 1251                                | Augsburg                                               | Konrad IV. (HRR)                         | Konrad IV. ernennt Herzog Otto II. von Bayern zu seinem Stellvertreter. |

## Hof- und Reichstage vom Interregnum (ab 1245) bis 1437
| Jahr                   | Ort                             | Vorsitz                 | Ereignisse |
| ---------------------- | ------------------------------- | ----------------------- | --- |
| 1246                   | Frankfurt am Main               | Heinrich Raspe          | Der Gegenkönig Heinrich Raspe soll unmittelbar nach der Schlacht bei Frankfurt in Frankfurt seinen ersten Hoftag abgehalten haben. |
| 1248                   | Aachen                          | Wilhelm von Holland     | 1. November 1248 Krönung Wilhelms durch Erzbischof Konrad I. von Hochstaden |
| 1252                   | Frankfurt                       | Wilhelm von Holland     | Gegenkönig Wilhelm von Holland (ab 1254 allgemein als König anerkannt) belehnt im Rahmen des Flämischen Erbfolgekrieges seinen Schwager Johann von Avesnes anstelle von dessen Mutter Margarete II. von Flandern mit der Grafschaft Hennegau |
| 1269                   | Worms                           | Richard von Cornwall    | Richard schließt mit den versammelten Fürsten einen Landfrieden. |
| 1273                   | Speyer                          | Rudolf I. von Habsburg  | Rudolf erneuert „seinen Bürgern“ von Speyer das Privileg Friedrich Barbarossas von 1182. |
| 1274 Nov.              | Nürnberg                        | Rudolf I. von Habsburg  | Beginn des Verfahrens gegen Ottokar II. Přemysl |
| 1275 Jän.              | Würzburg                        | Rudolf I. von Habsburg  | Fortsetzung des Verfahrens gegen Ottokar II. Přemysl, der trotz Vorladung nicht erschienen ist. Neuerliche Vorladung. |
| 1275 Mai               | Augsburg                        | Rudolf I. von Habsburg  | Ottokar II. Přemysl ist wieder nicht erschienen. Abschluss des Verfahrens. Aberkennung aller Reichslehen und der österreichischen Länder. Verhängung der Reichsacht.                                                                         |
| 1287                   | Würzburg                        | Adolf von Nassau        | |
| 1309                   | Speyer                          | Heinrich VII.           | Heinrich VII. lässt Adolf von Nassau und Albrecht von Habsburg, die sich 1298 in der Schlacht bei Göllheim als Feinde gegenübergestanden hatten, am 29. August feierlich nebeneinander im Dom beisetzen.                                     |
| 1314                   | Frankfurt am Main               | Ludwig der Bayer        | Wahltag / Doppelwahl |
| 1314                   | Aachen und Bonn                 | Ludwig der Bayer        | Krönungstage |
| 1317                   | Bacharach                       | Ludwig der Bayer        | |
| 1322                   | Regensburg                      | Ludwig der Bayer        | |
| 1323                   | Nürnberg                        | Ludwig der Bayer        | Nach dem Aussterben der Askanier belehnt Ludwig der Bayer seinen Sohn Ludwig V. mit der Markgrafschaft Brandenburg. |
| 1331                   | Nürnberg                        | Ludwig der Bayer        | |
| 1331/32                | Frankfurt am Main               | Ludwig der Bayer        | |
| 1332                   | Nürnberg                        | Ludwig der Bayer        | |
| 1337                   | Frankfurt am Main               | Ludwig der Bayer        | |
| 1338                   | Frankfurt am Main               | Ludwig der Bayer        | Ludwig der Bayer verkündet das Mandat Licet iuris, das festhält, dass schon mit der rechtmäßigen Königswahl durch die Mehrheit der Kurfürsten ein Anspruch auf die Kaiserkrönung ohne päpstliche Approbation besteht.                        |
| 1338                   | Koblenz                         | Ludwig der Bayer        | Ludwig und Eduard von England bekräftigen ihr 1337 geschlossenes Bündnis; Ludwig ernennt Eduard zum linksrheinischen Reichsvikar und erkennt ihn als König von Frankreich an.                                                                |
| 1339                   | Frankfurt am Main               | Ludwig der Bayer        | |
| 1340                   | Frankfurt am Main               | Ludwig der Bayer        | |
| 1341                   | Frankfurt am Main               | Ludwig der Bayer        | |
| 1342                   | Frankfurt am Main               | Ludwig der Bayer        | |
| 1344                   | Frankfurt am Main und Bacharach | Ludwig der Bayer        | |
| 1346                   | Rhens                           | Karl IV.                | Wahltag |
| 1346                   | Bonn                            | Karl IV.                | Krönungstag |
| 1349                   | Köln                            | Karl IV.                | |
| 1349                   | Speyer                          | Karl IV.                | |
| 1349                   | Frankfurt am Main               | Karl IV.                | Erneuter Wahltag |
| 1349                   | Aachen                          | Karl IV.                | Erneuter Krönungstag |
| 1353/54                | Mainz                           | Karl IV.                | |
| 1354                   | Metz                            | Karl IV.                | |
| 1355/56                | Nürnberg                        | Karl IV.                | Karl IV. erlässt die Goldene Bulle, die das Reich stabilisieren und zukünftig Machtkämpfe um die Krone eindämmen soll. |
| 1356/57                | Metz                            | Karl IV.                | Hoftag von Metz: Erweiterung, Ergänzung und Verkündigung der Goldenen Bulle |
| 1360                   | Mainz                           | Karl IV.                | |
| 1361                   | Nürnberg                        | Karl IV.                | |
| 1362                   | Nürnberg                        | Karl IV.                | |
| 1366                   | Frankfurt am Main               | Karl IV.                | |
| 1368                   | Frankfurt am Main               | Karl IV.                | |
| 1372                   | Mainz                           | Karl IV.                | |
| 1376                   | Bacharach                       | Karl IV.                | |
| 1376                   | Frankfurt am Main               | Karl IV.                | Wahltag |
| 1376                   | Aachen                          | Karl IV.                | Krönung Wenzels |
| 1377                   | Rothenburg                      | Karl IV.                | Hoftag König Wenzel |
| 1378                   | Nürnberg                        | Karl IV.                | |
| 1379                   | Frankfurt am Main               | Wenzel                  | |
| 1379                   | Frankfurt am Main               | Wenzel                  | Beratung mit den vier rheinischen Kurfürsten bezüglich des Abendländischen Schismas und Gründung des Urbansbundes |
| 1380                   | Frankfurt am Main               | Wenzel                  | |
| 1380??                 | Aachen                          | Wenzel                  | |
| 1381                   | Nürnberg                        | Wenzel                  | |
| 1382                   | Frankfurt am Main               | Wenzel                  | |
| 1383                   | Nürnberg                        | Wenzel                  | |
| 1383                   | Nürnberg                        | Wenzel                  | |
| 1384                   | Speyer und Heidelberg           | Wenzel                  | Speyer: Städtetag, Heidelberg: Fürstentag |
| 1387                   | Nürnberg                        | Wenzel                  | |
| 1387                   | Mergentheim                     | Wenzel                  | |
| 1389                   | Eger                            | Wenzel                  | Landfrieden von Eger: Wenzel schließt mit dem Schwäbischen Städtebund einen für ihn sehr vorteilhaften Frieden, der jedoch die Rebellionen der süddeutschen Städte nicht beenden kann.                                                       |
| 1390                   | Nürnberg                        | Wenzel                  | |
| Mai/Juli 1394          | Frankfurt am Main               | Wenzel                  | |
| 1397                   | Nürnberg                        | Wenzel                  | |
| 1397/98                | Frankfurt am Main               | Wenzel                  | |
| 1399                   | Frankfurt am Main               | Wenzel                  | |
| 1400                   | Frankfurt am Main               | Wenzel                  | |
| 1400                   | Oberlahnstein                   | Wenzel                  | Abwahl Wenzels und Wahl Ruprechts |
| 1400                   | Mainz                           | Ruprecht                | |
| 1401                   | Köln                            | Ruprecht                | Krönungstag |
| Februar/März 1401      | Nürnberg                        | Ruprecht                | |
| Mai 1401               | Nürnberg                        | Ruprecht                | |
| Juni/Juli 1401         | Mainz                           | Ruprecht                | |
| 1404                   | Mainz                           | Ruprecht                | |
| 1405                   | Mainz                           | Ruprecht                | |
| 1406                   | Mainz                           | Ruprecht                | |
| 1408                   | Konstanz?                       |                         | |
| 1410                   | Frankfurt am Main               | Sigismund von Luxemburg | Wahltag |
| 1411                   | Frankfurt am Main               | Sigismund von Luxemburg | Erneuter Wahltag |
| Juli 1414              | Speyer                          | Sigismund von Luxemburg | |
| November 1414          | Aachen                          | Sigismund von Luxemburg | Krönungstag |
| 1415                   | Konstanz                        | Sigismund von Luxemburg | |
| 1417                   | Konstanz                        | Sigismund von Luxemburg | |
| 1420                   | Breslau                         | Sigismund von Luxemburg | |
| 1421                   | Nürnberg                        | Sigismund von Luxemburg | |
| 1422                   | Nürnberg                        | Sigismund von Luxemburg | |
| 1425                   | Wien                            | Sigismund von Luxemburg | |
| Februar/März 1426      | Wien                            | Sigismund von Luxemburg | |
| Mai/Juni 1426          | Nürnberg                        | Sigismund von Luxemburg | |
| Februar 1427           | Mainz                           | Sigismund von Luxemburg | |
| April/Mai 1427         | Frankfurt am Main               | Sigismund von Luxemburg | |
| November/Dezember 1427 | Frankfurt am Main               | Sigismund von Luxemburg | |
| 1429                   | Preßburg                        | Sigismund von Luxemburg | |
| März/Mai 1430          | Nürnberg                        | Sigismund von Luxemburg | |
| August/September 1430  | Straubing                       | Sigismund von Luxemburg | |
| Februar/März 1431      | Nürnberg                        | Sigismund von Luxemburg | |
| Oktober 1431           | Frankfurt am Main               | Sigismund von Luxemburg | |
| 1433/34                | Basel                           | Sigismund von Luxemburg | |
| 1434                   | Ulm                             | Sigismund von Luxemburg | |
| 1437                   | Eger                            | Sigismund von Luxemburg | 1 |

## Hof- und Reichstage unter den Habsburgern (ab 1438)
| Jahr                         | Ort                     | Vorsitz                                     | Ereignisse |  |
| ---------------------------- | ----------------------- | ------------------------------------------- | --- |  |
| März 1438                    | Frankfurt am Main       | Albrecht II.                                | Wahltag |  |
| Juli 1438                    | Nürnberg                | Albrecht II.                                | |  |
| Oktober/November 1438        | Nürnberg                | Albrecht II.                                | |  |
| 1440                         | Frankfurt am Main       | Friedrich III.                              | Wahltag |  |
| Februar/April 1441           | Mainz                   | Friedrich III.                              | |  |
| November/Dezember 1441       | Frankfurt am Main       | Friedrich III.                              | |  |
| Mai–August 1442              | Frankfurt am Main       | Friedrich III.                              | |  |
| 1442                         | Aachen                  | Friedrich III.                              | Juni, Krönungstag |  |
| 1443                         | Nürnberg                | Friedrich III.                              | |  |
| 1443/44                      | Nürnberg                | Friedrich III.                              | |  |
| 1444                         | Nürnberg                | Friedrich III.                              | |  |
| 1444                         | Speyer                  | Friedrich III.                              | Thema sind die seit einiger Zeit marodierenden Armagnaken, die sich jedoch schließlich nach Lothringen zurückziehen. |  |
| 1445                         | Frankfurt am Main       | Friedrich III.                              | |  |
| 1446                         | Frankfurt am Main       | Friedrich III.                              | |  |
| 1447                         | Nürnberg                | Friedrich III.                              | |  |
| April/Mai 1454               | Regensburg              |                                             | |  |
| September–Oktober 1454       | Frankfurt am Main       | Friedrich III.                              | Enea Silvio ruft als kaiserlicher Kommissar auf dem Reichstag zum Kreuzzug gegen die Türken auf und führt den seit der Karolingerzeit in Vergessenheit geratenen Begriff „Europa“ wieder ein. |  |
| 1455                         | Wiener Neustadt         | Friedrich III.                              | |  |
| 1456                         | Nürnberg                | Friedrich III.                              | |  |
| März 1460                    | Nürnberg                | Friedrich III.                              | |  |
| September–Oktober 1460       | Wien                    |                                             | |  |
| Juni 1461                    | Frankfurt am Main/Mainz | Friedrich III.                              | Verlegt nach Mainz auf den 4. Juni, Einberufung durch den Mainzer Erzbischof Diether von Isenburg; von Kaiser Friedrich III. verboten. |  |
| August 1461                  | Nürnberg                | Friedrich III.                              | |  |
| 1466                         | Nürnberg                | Friedrich III.                              | |  |
| 1467                         | Nürnberg                | Friedrich III.                              | |  |
| 1469                         | Regensburg              | Friedrich III.                              | |  |
| 1470                         | Nürnberg                | Friedrich III.                              | |  |
| 1471                         | Regensburg              | Friedrich III.                              | |  |
| 1473                         | Augsburg                | Friedrich III.                              | |  |
| 1474                         | Augsburg                | Friedrich III.                              | |  |
| 1479                         | Nürnberg                | Friedrich III.                              | |  |
| 1480                         | Nürnberg                | Friedrich III.                              | |  |
| 1481                         | Nürnberg                | Friedrich III.                              | |  |
| 1485                         | Frankfurt am Main       | Friedrich III.                              | |  |
| Februar 1486                 | Frankfurt am Main       | Friedrich III.                              | Wahl Maximilians I. zum deutschen König mit maßgeblicher Unterstützung durch den bereits todkranken Albrecht Achilles. |  |
| April 1486                   | Aachen                  | Friedrich III.                              | Krönungstag |  |
| Mai 1486                     | Köln                    | Friedrich III.                              | |  |
| 26. Januar – 7. Februar 1487 | Speyer                  | Friedrich III.                              | |  |
| März–Juli 1487               | Nürnberg                | Friedrich III.                              | |  |
| 1488                         | Esslingen am Neckar     | Friedrich III.                              | Am 14. Februar 1488 Verkündung des Schwäbischen Bundes |  |
| 1489                         | Frankfurt am Main       | Friedrich III.                              | |  |
| 1491                         | Nürnberg                | Maximilian I.                               | Am 6. Juli 1491 Bestätigung des Löwlerbundes |  |
| 1492                         | Koblenz                 | Maximilian I.                               | |  |
| 1493                         | Colmar                  | Maximilian I.                               | |  |
| 26. März – 7. August 1495    | Worms                   | Maximilian I.                               | Reichstag zu Worms (1495): Umfangreiche Reichsreform, beinhaltend den Ewigen Landfrieden, die Gründung des Reichskammergerichts, den Gemeinen Pfennig. Deren Ablehnung durch die Schweiz war einer der Gründe für den Ausbruch des Schwabenkriegs. |  |
| 1496/97                      | Lindau (Bodensee)       | Philipp von Habsburg                        | Einberufen wurde der Reichstag von Maximilian I., wegen dessen Krieg in Italien führte den Vorsitz jedoch sein Sohn Philipp; Tagungsort war der Große Saal im Lindauer Rathaus (heute Altes Rathaus). |  |
| 1497                         | Worms                   | Maximilian I.                               | Einberufung durch König Maximilian am 30. Januar 1497 und Reichstag im Lindauer Reichsabschied vom 9. Februar 1497 für den 9. April 1497, Reichskammergericht wird nach nur anderthalb Jahren von Frankfurt am Main zurück nach Worms verlegt |  |
| 1497/1498                    | Freiburg                | Maximilian I.                               | Reichstag zu Freiburg: Statt der geplanten Klärung der noch strittigen Fragen zur Reichsreform kam man nur zu wenigen Ergebnissen: Einer Kleiderordnung, einer Bettelerlaubnis für arme Menschen und der ersten deutschen Weinordnung. Seine innenpolitischen Interessen konnte Maximilian nicht durchsetzen, dafür musste er in Freiburg hohe Schulden machen und schließlich seine Frau Bianca Maria Sforza als Pfand zurücklassen. |  |
| 1500                         | Augsburg                |                                             | Reichstag zu Augsburg: Schaffung des Reichsregiments als Kontrollorgan der Fürsten über den Kaiser, Erlass der Reichsexekutionsordnung zur Behandlung von Landfriedensbrechern. |  |
| 1505                         | Köln                    |                                             | Schiedsspruch im Landshuter Erbfolgekrieg: Die posthumen Enkel des verstorbenen Georg von Bayern-Landshut, denen dieser sein Herzogtum vererbt hatte, Philipp und Ottheinrich erhalten das neugeschaffene Pfalz-Neuburg, der Rest des fraglichen Gebietes fällt an die bayerische Linie der Wittelsbacher. |  |
| 1507                         | Konstanz                |                                             | |  |
| 1509                         | Worms                   | Maximilian I.                               | Frage der Geldbewilligung und Reichshilfe für den Krieg in Italien; Fortführung der Reichsreformen |  |
| 1512                         | Trier/Köln              |                                             | Zu den bereits 1500 geschaffenen sechs Reichskreisen kommen mit dem Burgundischen, dem Österreichischen, dem Obersächsischen und dem Kurrheinischen Reichskreis vier weitere dazu. Kreisfrei bleiben außer Böhmen, der Schweiz und Reichsitalien nur wenige Gebiete. |  |
| 1518                         | Augsburg                |                                             | Reichstag zu Augsburg: Vergeblich wird versucht, die Nachfolge des Kaiserenkels Karl zu sichern, auf die antipäpstliche Stimmung im Reich einzugehen und einen Kreuzzug gegen die Muslime zustande zu bringen. Auf dem Reichstag wird außerdem Martin Luther verhört, die Reichsacht gegen die Pfalz aufgehoben und Albrecht von Brandenburg vom Papst die Kardinalswürde verliehen. |  |
| 1521                         | Worms                   | Karl V.                                     | Reichstag zu Worms: Die habsburgischen Besitzungen werden zwischen Karl V. und Ferdinand aufgeteilt und angesichts der türkischen Bedrohung ein Reichsregiment eingerichtet und eine Reichsmatrikelordnung beschlossen (Reichstürkenhilfe). Außerdem findet die Befragung Martin Luthers statt; schließlich wird das Wormser Edikt erlassen. |  |
| 1522                         | Nürnberg                |                                             | |  |
| 1522/23                      | Nürnberg                |                                             | |  |
| 1524                         | Nürnberg                |                                             | Das Wormser Edikt wird in den Reichstagsabschied aufgenommen – die von seinen Gegnern beanstandeten formalen Fehler seines Zustandekommens in Worms 1521 damit behoben. |  |
| 1525                         | Augsburg                |                                             | |  |
| 1526                         | Speyer                  | Ferdinand I.                                | Reichstag zu Speyer: Der Bruder des Königs bittet die Stände vergeblich um Hilfe gegen die Türkengefahr, diese drängten eher auf eine Behandlung religiöser Fragen. Die Durchführung des Wormser Ediktes wird ihnen schließlich überlassen, die im Gegenzug versprochene militärische Hilfe wird durch den Sieg der Türken bei Mohács obsolet. |  |
| 1529                         | Speyer                  |                                             | Reichstag zu Speyer: Evangelische Landesfürsten protestieren gegen die Wiedereinsetzung des Wormser Edikts, woher sich der Begriff Protestantismus ableitet, und verweigern weitere Hilfe im Türkenkrieg. Zur Bekämpfung der Täuferbewegung wird auf dem Reichstag das Wiedertäufermandat beschlossen. |  |
| 1530                         | Augsburg                |                                             | Reichstag zu Augsburg: Wieder wurden politische Fragen von religiösen überlagert: Die protestantische Bekenntnisschrift Confessio Augustana wird verlesen sowie die im Auftrag des Kaisers erstellte Entgegnungsschrift Confutatio Augustana. Außerdem beschließt Karl V. das erste deutsche Strafgesetzbuch, führt einheitliche Regeln für jüdische und christliche Bankiers ein und verleiht Georg I. Pommern und seinem Bruder Ferdinand Württemberg. |  |
| 1532                         | Regensburg              | Ferdinand I.                                | Von Bedeutung ist auf diesem Reichstag besonders die Ratifikation der 1530 beschlossenen Constitutio Criminalis Carolina, der „Peinlichen Halsgerichtsordnung Karls V“. |  |
| 1541                         | Regensburg              |                                             | |  |
| 1542                         | Speyer                  | Ferdinand I.                                | Reichstag zu Speyer: Die Reichsstände beschlossen eine allgemeine Vermögenssteuer zur Finanzierung der Reichsarmee. Die Verhandlungen mit den Protestanten traten in den Hintergrund. |  |
| 1542                         | Nürnberg                | Ferdinand I.                                | Der Vertrag von Nürnberg räumt Herzogtum Lothringen große Selbständigkeit ein. Es kam nicht zu weiteren Resolutionen der Reichsstände. |  |
| 1543                         | Nürnberg                | Ferdinand I.                                | |  |
| 1544                         | Speyer                  |                                             | Reichstag zu Speyer: Der Kaiser erreicht weitere finanzielle Hilfe für die Franzosen- und die Türkenkriege und suspendiert im Gegenzug verschiedene frühere antiprotestantische Reichsabschiede. Außerdem stellt er ein nationales Konzil in Aussicht. Im Frieden von Speyer verzichtet er auf die dänisch-norwegische Krone und gewährt den Holländern Zugang zur Ostsee. |  |
| 1545                         | Worms                   |                                             | |  |
| 1546                         | Regensburg              |                                             | Karl V. lernt während des Reichstages Barbara Blomberg kennen; ihr gemeinsames Kind Juan de Austria siegt 1571 in der Seeschlacht von Lepanto über die Türken. |  |
| 1547/48                      | Augsburg                | Karl V.                                     | Erlass des Augsburger Interims als Reichsgesetz zur vorläufigen Regelung der religiösen Verhältnisse im Reich nach der Niederlage der Protestanten im Schmalkaldischen Krieg bis zu einem allgemeinen Konzil. Mit dem Burgundischen Vertrag werden die burgundischen Erblande Karls V. mit weiteren habsburgischen Gebieten zu einer territorialen Einheit zusammengefasst und der Jurisdiktion des Reichskammergerichts entzogen. |  |
| 1550/51                      | Augsburg                |                                             | Reichstag zu Augsburg: Der Plan Karls V., seinen Sohn Philipp II. (Spanien) zum römisch-deutschen König wählen zu lassen, scheitert am Widerstand der protestantischen (Fürstenaufstand) und einiger katholischer Fürsten sowie des bisherigen Königs Ferdinand I., Karls Bruder. Weitere Ergebnisse des Reichstags sind eine allgemeine und unmittelbare Reichssteuer, die Ausweisung von Zigeunern aus dem Reich, ein Gesetz gegen Safranfälschung und eine Reichsmünzordnung. |  |
| 1555                         | Augsburg                |                                             | Reichstag zu Augsburg: Der Augsburger Religionsfrieden gewährt den Landesherren Religionsfreiheit, die Bevölkerung muss aber die Religion ihres jeweiligen Fürsten annehmen oder aber auswandern (Cuius regio, eius religio). Als Ausnahme müssen geistliche Territorialherren katholischer Konfession sein (Geistlicher Vorbehalt). Außerdem Bestätigung oder leichte Modifizierung einiger Reichsreformen. |  |
| 1556/57                      | Regensburg              | Ferdinand I.                                | Die entsprechend dem Abschied von 1555 vorgesehenen Verhandlungen zur Behebung der Glaubensspaltung wurden nicht geführt, jedoch erfolgte eine Bestätigung und Bekräftigung des Religionsfriedens und die Einberufung eines Kolloquiums für die Herstellung der Glaubenseinheit. Ferdinand forderte eine Türkenhilfe von 16 Römermonaten, die er ohne Abstriche erhielt. Weiterhin wurde die Einberufung eines Reichsjustiz- und des Reichsmünztags beschlossen, um die entsprechenden Probleme zu besprechen. |  |
| 1559                         | Augsburg                |                                             | Reichstag zu Augsburg: Bei Verhandlungen der protestantischen Fürsten, zu denen auch Reichsstädte hinzugezogen wurden, formierte sich eine protestantische Ständepartei, die unter anderem den Geistlichen Vorbehalt außer Kraft setzen wollte. Ein Streitpunkt war, ob man dafür eine Steuerverweigerung riskieren könne (Position der Kurpfalz) oder weiterhin Reichstürkenhilfe gewähren solle (Position Kursachsens). Außerdem wurde auf dem Reichstag durch den späteren Trienter Fürstbischof Ludwig von Madruzzo eine weitere Reichsmünzordnung erlassen, die jedoch nicht allgemein anerkannt wurde.                                                                          |  |
| 1566                         | Augsburg                |                                             | Reichstag zu Augsburg: Wieder standen religiöse Fragen im Mittelpunkt. Die Kurie lehnte deren Diskussion ab und forderte eine Unterwerfung unter die Beschlüsse des Konzils von Trient. Während der sächsische Kurfürst August erneut Türkenhilfe für den Kampf gegen Johann Sigismund Zápolya gewährte, lehnte er ein Verbot des pfälzischen Calvinismus ab, wodurch dieser faktisch akzeptiert wurde. Außerdem wurde auf dem Reichstag eine erneute Reichsmünzordnung durchgesetzt, die Reichsacht gegen Wilhelm von Grumbach wegen Landfriedensbruchs mit Würzburg auf Johann Friedrich II. von Sachsen ausgeweitet und Ludwig Helmbold mit der Dichterkrone geehrt.               |  |
| 1567                         | Regensburg              |                                             | |  |
| 1570                         | Speyer                  | Maximilian II.                              | Reichstag zu Speyer: Der besiegte Johann Sigismund Zápolya gibt den ungarischen Königstitel an Kaiser Maximilian II. ab und nennt sich fortan nur noch Fürst von Siebenbürgen (Vertrag von Speyer). Das von Johann Friedrich II. von Sachsen 1566 konfiszierte Land wird teilweise an dessen Söhne Johann Casimir und Johann Ernst zurückgegeben. Druckereien außerhalb von Reichs-, Residenz- und Universitätsstädten werden verboten. |  |
| 1576                         | Regensburg              |                                             | Es wurde über die Declaratio Ferdinandea gesprochen. Eine Türkenhilfe von 60 Römermonaten wurde Maximilian II. zugesprochen, obwohl kaum Gefahr bestand. Dieses Geld wurde teils zur Grenzsicherung verwendet. Der Kaiser stirbt am letzten Versammlungstag krankheitsbedingt. |  |
| 1582                         | Augsburg                |                                             | Reichstag zu Augsburg: Trotz zahlreicher Verwicklungen zwischen katholischen und protestantischen Reichsständen wird erneut eine Reichstürkenhilfe beschlossen. Des Weiteren werden die Befugnisse eines Reichserbmarschalls in der Stadt eines Reichstags und die im Reichsfürstenrat vertretenen Fürstentümer festgelegt sowie die Religionsfreiheit der Reichsstädte eingeschränkt (Aachener Religionsunruhen). |  |
| 1594                         | Regensburg              |                                             | Beschluss zur Reichstürkenhilfe, Scheitern der Auslegung des Religionsfriedens im Sinne der evangelischen Stände |  |
| 1597/98                      | Regensburg              |                                             | Beschluss zur Reichstürkenhilfe, ergebnislose Konfrontation der Religionsparteien |  |
| 1603                         | Regensburg              |                                             | Finanzierungsplan der Reichstürkenhilfe von 1603 Reichsabschied |  |
| 1608                         | Regensburg              | Kaiserlicher Kommissar: Erzherzog Ferdinand | Die katholischen Reichsstände kritisierten die von den Protestanten vorgenommene Einziehung katholischer Kirchengüter. Die Protestanten nahmen Anstoß am Kreuz- und Fahnengefecht des Vorjahrs und die darauf folgende rechtswidrige Rekatholisierung der Freien Reichsstadt Donauwörth. Der Reichstag endete schließlich nach diesen Streitigkeiten, die insbesondere durch den katholischen Reichshofrat Andreas Hannewaldt befeuert wurden, Ende April ohne Reichsabschied. Daraufhin gründeten acht protestantische Reichsfürsten und 17 protestantische Städte im Mai 1608 in Auhausen die Protestantische Union.                                                                |  |
| 1613                         | Regensburg              |                                             | |  |
| 1640/41                      | Regensburg              |                                             | Der Erwerb der Reichsstandschaft bedarf nicht mehr der Zustimmung des Reichstages, der Kaiser kann über das Recht auf Sitz und Stimme im Reichstag nicht mehr allein bestimmen. |  |
| 1653/54                      | Regensburg              | Ferdinand III.                              | Jüngster Reichsabschied: Ziel des Reichstags war die Klärung der beim Westfälischen Frieden offen gebliebenen Fragen. Auf dem Reichstag wurden jedoch Auseinandersetzungen um Formalitäten zu Prinzipienfragen erhoben; Ferdinand III. vertagte den Reichstag, nachdem die ersten Verhandlungen für ihn günstig ausgegangen waren. Im Reichsabschied wurden die Beschlüsse des Westfälischen Friedens und die Ergänzungen des Nürnberger Exekutionstages zu verbindlichen Teilen der Reichsverfassung erklärt und die Reichskammergerichtsordnung novelliert. |  |
| 1663–1806                    | Regensburg              |                                             | Als sog. Immerwährender Reichstag ein Dauerkongress von in Regensburg mit Familie wohnenden Gesandten. Die Sitzungen erfolgten in den Kongresssälen des Regensburger Rathauses. Begräbnisse von protestantischen Gesandten und Angehörigen erfolgten nach anfänglichem Widerstand der Stadtverwaltung auf dem Kirchhof südlich hinter der protestantischen Dreieinigkeitskirche, mit teils prunkvollen Epitaphien, heute genannt der Gesandtenfriedhof, Katholische Gesandte wurden in verschiedenen katholischen Kirchen oder Klöstern begraben, wie zum Beispiel im Kloster Sankt Emmeram Pausen: während der Pest 1713 Reichstag in Augsburg, später noch einmal kurz in Frankfurt |  |